# Lasius nevadensis
Lasius nevadensis är en myrart som beskrevs av Cole 1956. Lasius nevadensis ingår i släktet Lasius och familjen myror. Inga underarter finns listade i Catalogue of Life.

## Bildgalleri

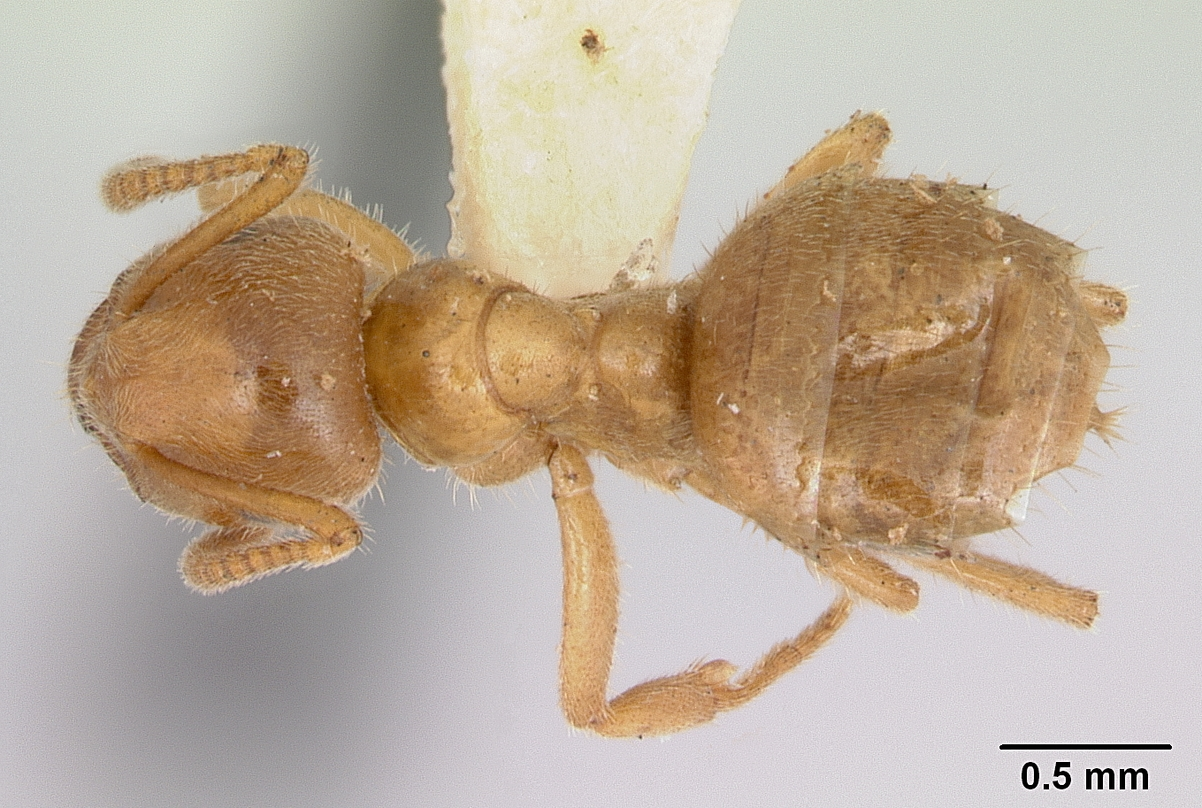
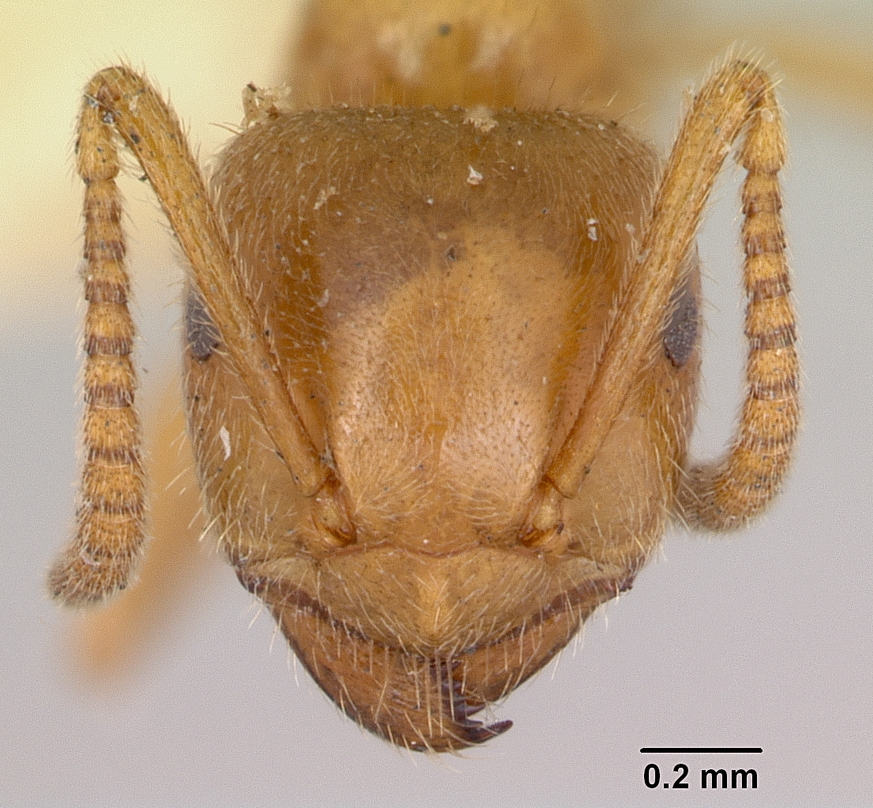
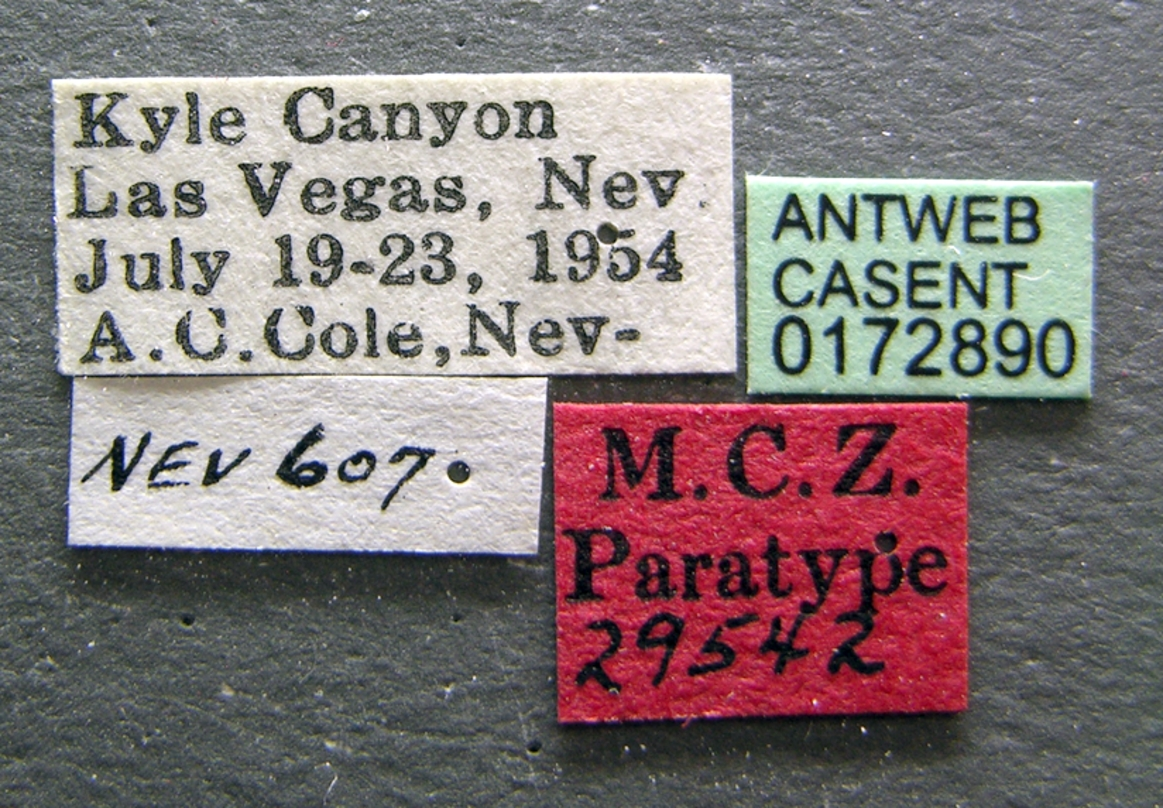
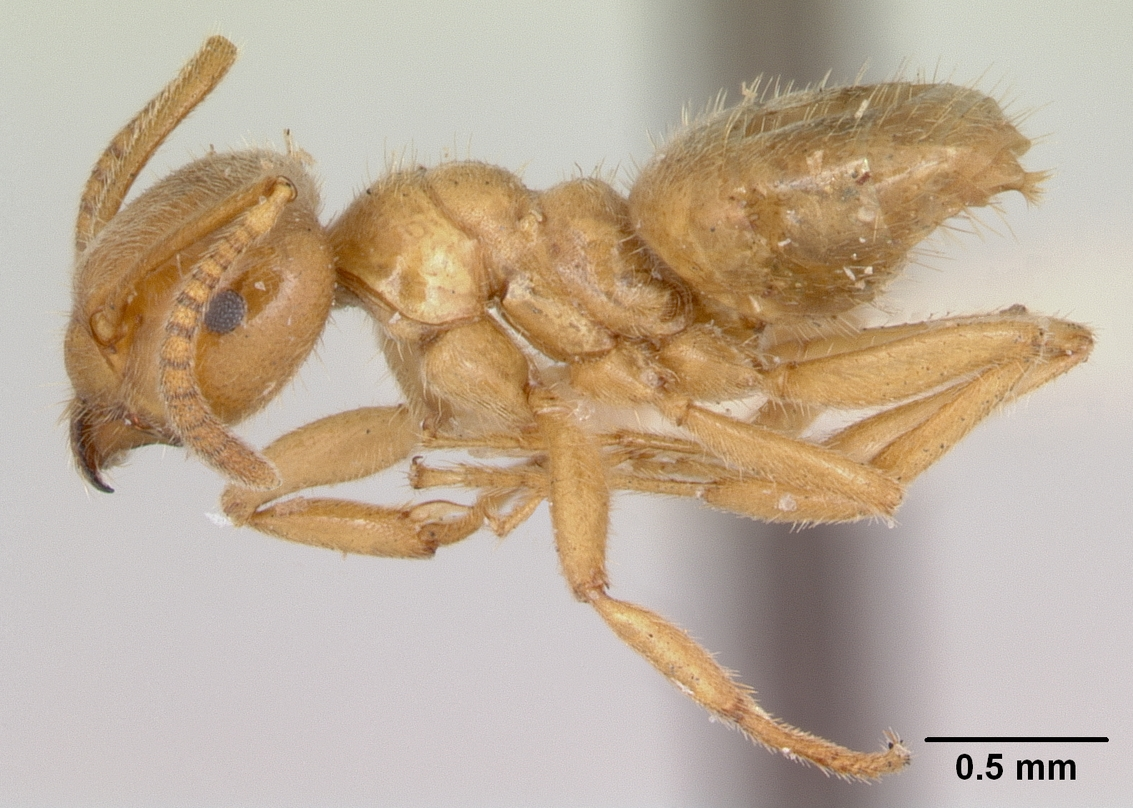
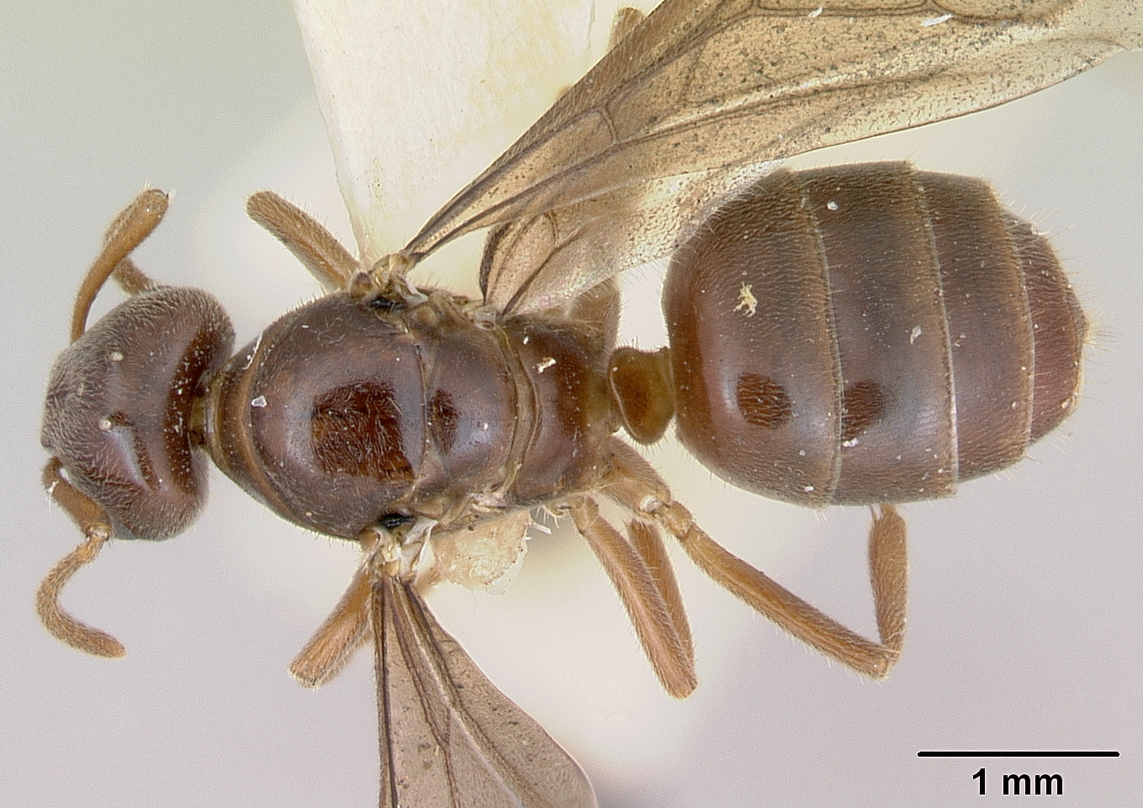
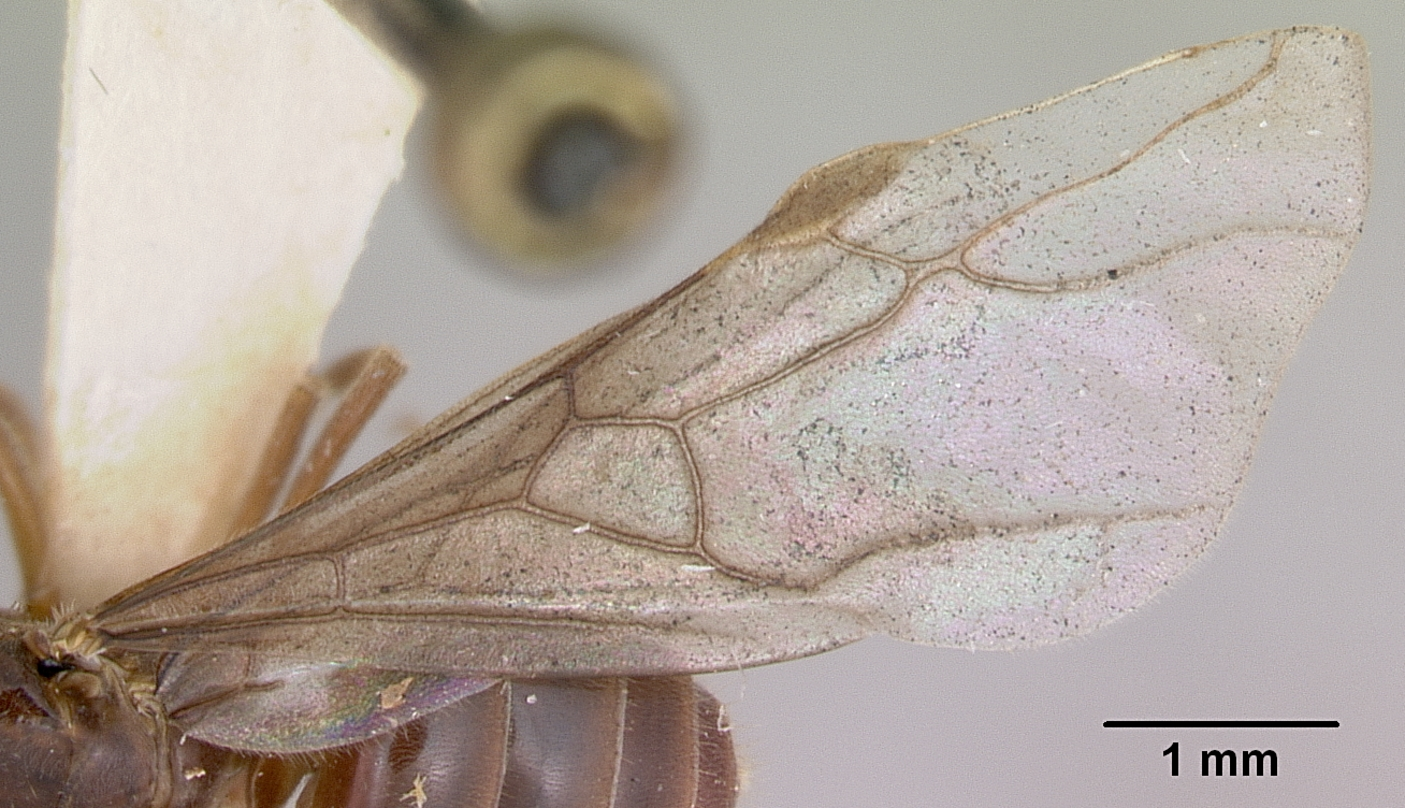